# Vlastějovice
Vlastějovice – gmina w Czechach, w powiecie Kutná Hora, w kraju środkowoczeskim. Według danych z dnia 1 stycznia 2013 liczyła 494 mieszkańców.